# Río Sakarya
El río Sakarya (en turco: Sakarya Nehri; en griego: Σαγγάριος, Sangarios, latinizado Sangarius; también Σάγαρις, Sagaris) es un importante río de Turquía que discurre por la parte centroriental del Asia Menor y desemboca en el mar Negro. Es el río tercero en longitud del país y atraviesa la región histórica de Frigia.En la mítología griega se le identifica con el dios fluvial Sangario.
La fuente del río es el Bayat Yaylası (meseta de Bayat) que se encuentra al noreste de la provincia de Afyonkarahisar. Su principal afluente es el Porsuk Çayı (arroyo Porsuk), un largo río de 448 km que se le une cerca de la ciudad de Polatlı y luego el río corre por las Adapazarı Ovası (mesetas de Adapazarı) antes de alcanzar el mar Negro. En el pasado hubo un puente de Sangius que cruzaba el Sakarya, construido por el emperador romano de Oriente Justiniano I (r. 527-565).
En la Edad Media, el valle del Sakarya fue la sede de la tribu söğüt, que marchó a establecer el Imperio otomano.